# Nanao (condado)
Nanao (chinês simplificado: 南澳县), chinês tradicional:南澳縣; Pinyin: Nán'ào) é uma condado pertencente à cidade-prefeitura de Shantou na província de Cantão, República Popular da China.

## Geografia

### Localização
Nanao fica entre 116 ° 53 '- 117 ° 19' de longitude leste e 23 ° 11 '- 23 ° 32' de latitude norte, localizada no Trópico de Câncer. A área marítima total é de 4000 km2 e a área terrestre é de 113,8 km2. Tem 33 ilhas com litoral de 99,2. km. A ilha principal Nan'ao cobre uma área de 111,44 km2.

### Clima
O clima de Nan'ao é caracterizado puma monção influenciada pelo clima subtropical úmido, com invernos curtos e verões longos e úmidos. A temperatura média anual é de 20 ℃ a 22 ℃ (68 ℉ -72 ℉).
| Dados climáticos para Nan'ao (1981−2010)                                               | Dados climáticos para Nan'ao (1981−2010) | Dados climáticos para Nan'ao (1981−2010) | Dados climáticos para Nan'ao (1981−2010) | Dados climáticos para Nan'ao (1981−2010) | Dados climáticos para Nan'ao (1981−2010) | Dados climáticos para Nan'ao (1981−2010) | Dados climáticos para Nan'ao (1981−2010) | Dados climáticos para Nan'ao (1981−2010) | Dados climáticos para Nan'ao (1981−2010) | Dados climáticos para Nan'ao (1981−2010) | Dados climáticos para Nan'ao (1981−2010) | Dados climáticos para Nan'ao (1981−2010) | Dados climáticos para Nan'ao (1981−2010) |
| Mês                                                                                    | Jan                                      | Fev                                      | Mar                                      | Abr                                      | Mai                                      | Jun                                      | Jul                                      | Ago                                      | Set                                      | Out                                      | Nov                                      | Dez                                      | Ano                                      |
| -------------------------------------------------------------------------------------- | ---------------------------------------- | ---------------------------------------- | ---------------------------------------- | ---------------------------------------- | ---------------------------------------- | ---------------------------------------- | ---------------------------------------- | ---------------------------------------- | ---------------------------------------- | ---------------------------------------- | ---------------------------------------- | ---------------------------------------- | ---------------------------------------- |
| Recorde alta °C (°F)                                                                   | 26.4 (79.5)                              | 28.2 (82.8)                              | 27.7 (81.9)                              | 30.2 (86.4)                              | 32.9 (91.2)                              | 35.3 (95.5)                              | 37.8 (100)                               | 35.4 (95.7)                              | 35.3 (95.5)                              | 33.4 (92.1)                              | 30.6 (87.1)                              | 27.8 (82)                                | 37.8 (100)                               |
| Média alta °C (°F)                                                                     | 18.2 (64.8)                              | 18.3 (64.9)                              | 20.5 (68.9)                              | 23.9 (75)                                | 27.3 (81.1)                              | 29.2 (84.6)                              | 30.6 (87.1)                              | 30.8 (87.4)                              | 30.2 (86.4)                              | 27.7 (81.9)                              | 24.1 (75.4)                              | 20.1 (68.2)                              | 25.08 (77.14)                            |
| Média diária °C (°F)                                                                   | 14.4 (57.9)                              | 14.8 (58.6)                              | 16.9 (62.4)                              | 20.6 (69.1)                              | 24.2 (75.6)                              | 26.6 (79.9)                              | 27.7 (81.9)                              | 27.7 (81.9)                              | 27.0 (80.6)                              | 24.4 (75.9)                              | 20.6 (69.1)                              | 16.4 (61.5)                              | 21.77 (71.2)                             |
| Média baixa °C (°F)                                                                    | 11.7 (53.1)                              | 12.3 (54.1)                              | 14.2 (57.6)                              | 18.0 (64.4)                              | 21.7 (71.1)                              | 24.4 (75.9)                              | 25.1 (77.2)                              | 25.1 (77.2)                              | 24.2 (75.6)                              | 21.6 (70.9)                              | 17.7 (63.9)                              | 13.4 (56.1)                              | 19.12 (66.43)                            |
| Recorde baixa °C (°F)                                                                  | 3.4 (38.1)                               | 5.5 (41.9)                               | 4.4 (39.9)                               | 8.1 (46.6)                               | 14.3 (57.7)                              | 16.9 (62.4)                              | 21.9 (71.4)                              | 22.0 (71.6)                              | 18.0 (64.4)                              | 12.9 (55.2)                              | 6.9 (44.4)                               | 2.5 (36.5)                               | 2.5 (36.5)                               |
| Média precipitação mm (pol.)                                                           | 24.3 (0.957)                             | 60.1 (2.366)                             | 91.7 (3.61)                              | 133.2 (5.244)                            | 171.3 (6.744)                            | 247.8 (9.756)                            | 174.1 (6.854)                            | 255.3 (10.051)                           | 153.5 (6.043)                            | 40.7 (1.602)                             | 34.6 (1.362)                             | 30.5 (1.201)                             | 1 417,1 (55,79)                          |
| Média umidade relativa (%)                                                             | 73                                       | 76                                       | 78                                       | 80                                       | 83                                       | 87                                       | 86                                       | 85                                       | 78                                       | 70                                       | 70                                       | 70                                       | 78                                       |
| Fonte: http://data.cma.cn/data/weatherBk.html China Meteorological Data Service Center |                                          |                                          |                                          |                                          |                                          |                                          |                                          |                                          |                                          |                                          |                                          |                                          |                                          |

## História
Houve atividades humanas na ilha de Nan'ao desde o Neolítico. O local cultural da Montanha do Elefante, há cerca de 8.000 anos, é o habitat humano mais antigo descoberto na parte oriental de Cantão.
Desde os tempos antigos, Nan'ao ha sido uma importante estação de trânsito para o comércio marítimo ao longo da costa sudeste da China.
No ano de 1575 (a dinastia Ming), o então governo central começou a enviar vice-generais para a ilha e estabeleceu um quartel geral secundário, que foi elevado à sede geral em 1685 (a dinastia Qing).
Em 1950, o Governo Popular de Nanao foi estabelecida.
Desde 1983, Nanao foi incorporada à jurisdição da cidade de Shantou.

## Turismo

### a Baía Qing'ao
Localizada no extremo leste da Ilha de Nan'ao, situada no Trópico de Câncer, a Baía de Qing'ao é o primeiro lugar na província de Cantão a ver o nascer do sol.

### Reserva Natural das Aves Migratórias
Existem mais de 90 espécies de aves aqui, incluindo 46 espécies de aves migratórias ao abrigo do Acordo de Conservação Sino-Japonês, 
8 espécies de aves protegidas nacionais .

### o Portão da Natureza
O Portão da Natureza fica na Praça do Trópico de Câncer, na baía de Qing'ao. O design da torre evoluiu a partir do caráter chinês "porta"(门）. O raio da esfera é de 3,21 metros (correspondente a 21 de março, Equinócio da Primavera), o comprimento do cantilever é 6,22 metros (correspondente ao solstício de verão em 22 de junho), a altura da torre é 12,22 metros (correspondente ao solstício de inverno em 22 de dezembro), e o ângulo de inclinação dos dois pilares do portal corresponde a 23,50 de latitude norte. Todo solstício de verão ao meio-dia, quando o sol brilha diretamente sobre o Trópico de Câncer, a sombra passará pelo tubo central da esfera superior e o sol brilha diretamente no centro da plataforma.

## Infraestrutura

### Ponte Nan'ao
A Ponte Nan'ao, que atravessa o mar e liga o Distrito de Chenghai e a Comarca de Nan'ao, foi oficialmente inaugurada para o tráfego em 1 de janeiro de 2015. 
O comprimento total da ponte é 9341 e sua velocidade projetada é de 60 km / h. 

### Parque eólico Nan'ao
A ilha Nan'ao tem recursos eólicos abundantes, Desde 1988, a energia eólica foi desenvolvida na ilha, um total de 10 parques eólicos foram construídos, com 236 turbinas eólicas no total, com uma capacidade instalada total de 171.700 quilowatts, a geração anual de energia é de cerca de 370 milhões de kWh.
Dados de vento em Nan'ao
| Velocidade média anual de vento                  | 8,44 m/s   |
| Horas efetivas de vento anual                    | 7215 horas |
| Densidade média efectiva de energia eólica anual | 678 W / m2 |

## Galeria

Vista para o marVista para o mar
Campo de tartaruga em Nan'aoCampo de tartaruga em Nan'ao
a Praça da estrada marítima da sedaa Praça da estrada marítima da seda
Farol em Nan'aoFarol em Nan'ao